# Билюнас, Йонас

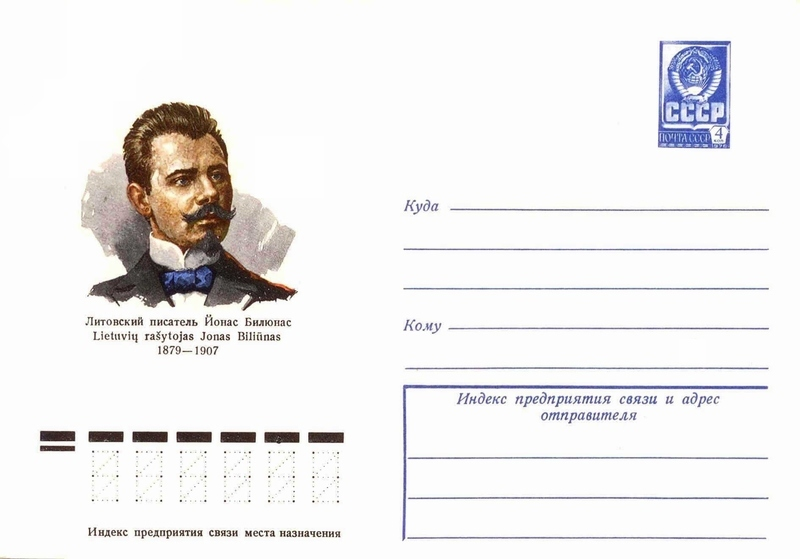
Посвящённый Й. Билюнасу художественный маркированный конверт СССР 1979 года

Йо́нас Билю́нас (лит. Jonas Biliūnas; 11 апреля 1879, дер. Нюроняй Оникштской волости (ныне Аникщяйский район, Литва) — 8 декабря 1907, Закопане, Австро-Венгрия) — литовский писатель, критик, поэт, публицист; родоначальник литовской лирической прозы.

## Биография
Родился в крестьянской семье. В 1891—1899 годах учился в Либавской Николаевской гимназии. В 1893 году умерли родители; зарабатывал на жизнь частными уроками. В 1900 году поступил на медицинский факультет Дерптского университета. В следующем году был исключён за участие в студенческой демонстрации. В 1901—1902 жил в Либаве, Шавлях и Поневеже, зарабатывая уроками. Писал для литовских газет. Участвовал в деятельности Социал-демократической партии Литвы. В 1903 году в Лейпциге учился в Высшей коммерческой школе. В 1904 году в университет в Цюрихе изучал литературу. В 1905 вернулся в Литву. В том же году уехал лечиться от туберкулёза в Закопане. Летнее время проводил в Литве (Нюронис, Розалимас, Качергине).

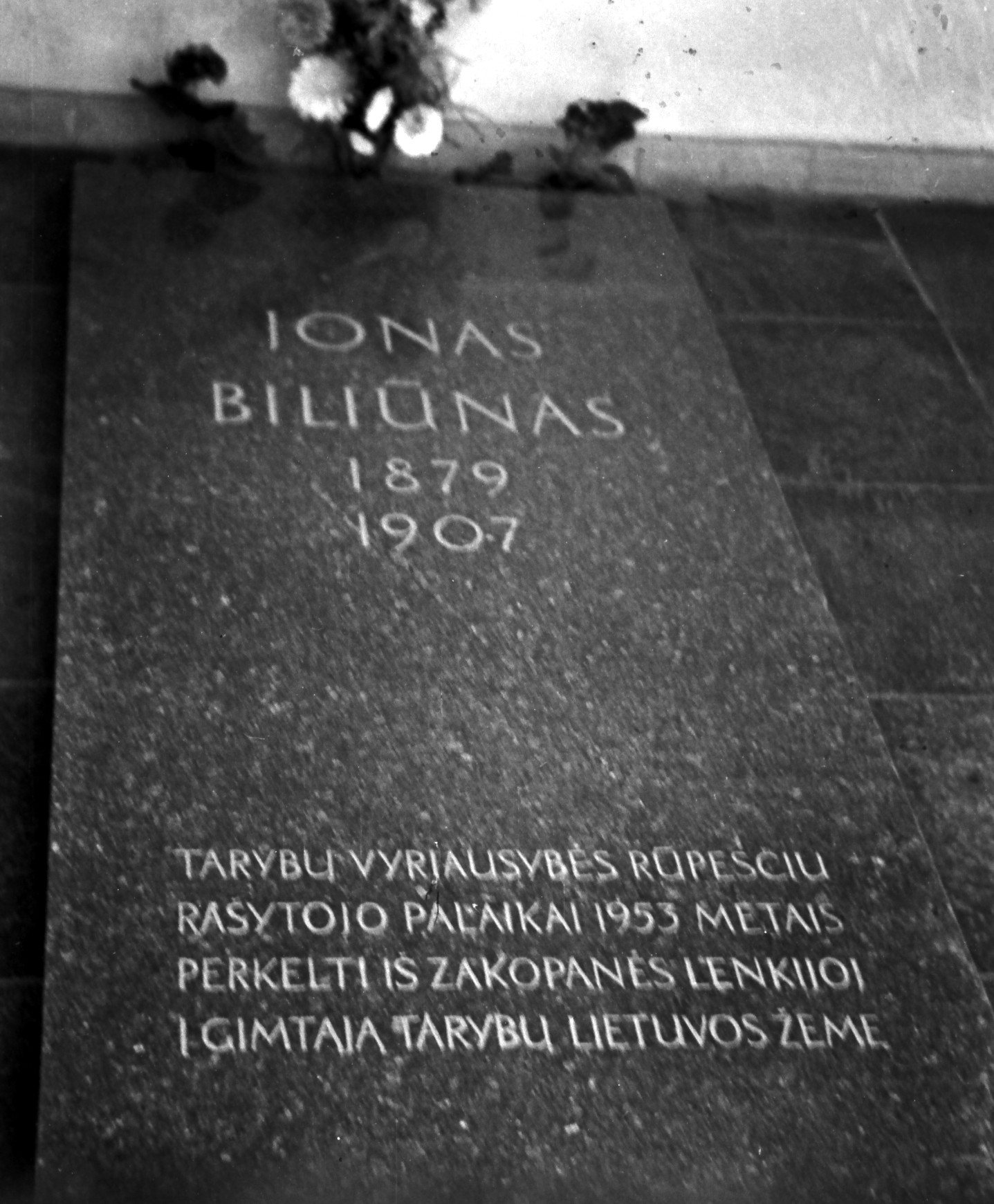
Надгробная плита в Аникщяй с надписью, гласящей, что праха писателя стараниями Советского Правительства перенесён из Закопане в родную землю «Советской Литвы»

Умер в Закопане; прах в 1953 году перевезён в Литву и захоронен в кургане Людишкяй под Аникщяй. Решение о перезахоронении приняло бюро ЦК Коммунистической партии Литовской ССР в апреле 1947 года. Гроб несли А. Снечкус, М. Гедвилас, В. Нюнка, Ю. Палецкис, К. Прейкшас и В. Миколайтис-Путинас. Автор памятника на могиле скульптор Бронюс Вишняускас.

## Творчество
Дебютировал в печати в 1898 году. Первая книга прозы «Разные рассказики» („Įvairūs apsakymėliai“, 1906). Автор публицистических, литературно-критических и историко-литературных статей, брошюр научно-популярного и политического содержания. Сотрудничал в газетах «Vilniaus žinios», «Lietuvos ūkininkas», журнале «Varpas» и других литовских периодических изданиях.
Первым в литовской литературе начал изображать рабочих, рост классового сознания (рассказы «Без работы», 1903, «Первая стачка», 1903). В рассказах «Светоч счастья» (1905), «По Неману» (1905), в повести «Печальная сказка» (1907) писал о тяжёлой жизни трудящихся. Несколько рассказов стали классикой литовской детской литературы.
Подписывался псевдонимами Jonas Anykštėnas, Jonas Barzdyla, J. Niuronis, Jonas B-nas, Jonas Bežemis, Jonas Gražys, Jonas Žaltys, Jonelis, Kazys Tauškutis.
Произведения переводились на русский язык, а также на белорусский, латышский, немецкий, польский, таджикский, шведский, эсперанто, эстонский и другие языки.

## Издания

### Собрания сочинений
- Raštai. T. 1. — Kaunas: Spaudos fondas, 1937.
- Raštai. 2 t. — Vilnius: Valstybinė grožinės literatūros leidykla, 1954—1955.
- Rinktinė. — Kaunas, 1956 (переиздания 1957; 1958; 1959; 1960). — 88 p.

### Сборники
- Įvairūs apsakymėliai. — Tilžė: Aušra, 1906. — 64 p.
- Liūdna pasaka: kūrybos rinktinė. — Vilnius: J. Zavadskio spaustuvė, 1908. — 32 p.
- Žemės gyvenimo reiškiniai. — Berlin, 1923. — 72 p. (издания 1905; 1921)
- Liūdna pasaka: kūrybos rinktinė. — Kaunas, 1937. — 73 p.
- Kliudžiau. — Kaunas: Valstybinė grožinės literatūros leidykla, 1946.
- Raštai. — Kaunas: Valstybinė grožinės literatūros leidykla, 1947.
- Nemunu: apsakymėliai. — Kaunas: Valstybinė grožinės literatūros leidykla, 1947. — 98 p.
- Joniukas. — Vilnius: Valstybinė grožinės literatūros leidykla, 1948. — 24 p. (переизд. Vaga: 1974; 1979)
- Laimės žiburys. — Vilnius: Valstybinė grožinės literatūros leidykla, 1949. — 14 p.
- Lazda. — Vilnius: Valstybinė grožinės literatūros leidykla, 1959. — 329 p.
- Liūdna pasaka: kūrybos rinktinė. — Vilnius: Valstybinė grožinės literatūros leidykla, 1963. — 50 p.
- Žvaigždė: apsakymai. — Vilnius: Vaga, 1965. — 70 p.
- Laimės žiburys: apsakymai. — Vilnius: Vaga, 1965 (переизд. 1976). — 79 p.
- Apsakymai. — Vilnius: Vaga, 1967. — 77 p. (переизд. 1984)
- Liūdna pasaka: kūrybos rinktinė. — Vilnius: Baltos lankos, 1995. — 132 p. — ISBN 9986-403-67-7.
- Kūdikystės sapnai: kūrybos rinktinė. — Anykščiai: A. Baranausko ir A. Vienuolio-Žukausko memor. muz., 2001. — 121 p.
- Apsakymai; Eilėraščiai. — Kaunas: SPAB Spindulys, 2001. — 79 p.
- Kliudžiau: apsakymas vaikams. — Panevėžys: E. Vaičekausko knygyno leidykla, 2003. — 15 p.
- Proza. — Vilnius: Žaltvykslė, 2004. — 63 p.
- Kūdikystės sapnai: kūrybos rinktinė / Sudarė, įžangą, tekstus ir paaiškinimus parengė Alma Ambraškaitė. — Utena: Utenos Indra, 2005. — 100 p. — ISBN 9986-711-94-0.

### На русском языке
- Первая стачка. Рассказы. — Вильнюс: Гослитиздат, 1952.
- Светоч счастья. Повести и рассказы. — Вильнюс: Вага, 1964.

### На эсперанто
- Mi trafis. Panevėžys: Revo, 1994. 16 p.